# Jana Bellin
Jana Bellin, nata Malypetrová (Praga, 9 dicembre 1947), è una scacchista britannica di origine cecoslovacca.
Ha ottenuto il titolo di Grande maestro femminile nel 1982.
Dopo il suo matrimonio con William Hartston, nel 1970 emigrò in Inghilterra.

## Principali risultati
Vinse due volte il campionato cecoslovacco femminile (nel 1965 e 1967, con il nome Jana Malypetrová) e nove volte il campionato britannico femminile (1970, 1971, 1972, 1973, 1974, 1976, 1977 e 1979).
Ha partecipato a 15 edizioni delle olimpiadi degli scacchi: nel 1966 e 1969 con la Cecoslovacchia e dal 1972 al 2006 con l'Inghilterra, ottenendo complessivamente il 57,8% dei punti. Ha vinto due medaglie d'argento individuali (L'Avana 1966 e Haifa 1976) e una d'argento di squadra (Haifa 1976).

## Vita personale
Dopo il matrimonio con William Hartston è stata sposata con Tony Miles e poi con Robert Bellin, con il quale ha avuto due figli: Robert (nato nel 1989) e Christopher (nato nel 1991).
Di professione è un medico specializzato in anestesia e lavora nel Sandwell General Hospital di West Bromwich. È direttrice della Commissione Medica della FIDE, che si occupa dei test antidoping degli scacchisti.